# Debi Thomas
Pour les articles homonymes, voir Thomas.
Debra Janine Thomas, connue sous le nom de Debi Thomas et née à Poughkeepsie le 25 mars 1967, est une patineuse artistique américaine. Elle est notamment championne du monde 1986 et médaillée de bronze aux Jeux olympiques d'hiver de 1988.

## Biographie

### Carrière sportive
Debi Thomas grandit en Californie où elle fréquente le Los Angeles Figure Skating Club. Pendant sa carrière, elle devient la première Afro-Américaine à atteindre les premières places du patinage artistique international. Après une deuxième place aux Championnats des États-Unis en 1985, elle est championne des États-Unis et championne du monde en 1986. Affectée par une tendinite, elle prend la deuxième place dans ces deux compétitions en 1987.
Aux Jeux olympiques d'hiver de 1988, elle participe à la « Bataille des Carmens », les deux favorites Debi Thomas et Katarina Witt ayant toutes deux choisi l'opéra Carmen de Bizet. Alors que Witt est championne olympique, Thomas prend la médaille de bronze. Lors de l’événement, elle est la première patineuse à porter une combinaison moulante pour un de ses programmes, et non une jupe. Après une autre médaille de bronze obtenue aux Championnats du monde de la même année, elle arrête sa carrière amateur.

### Reconversion
Debi Thomas entreprend ensuite des études de médecine pour devenir chirurgienne.

## Palmarès
| Compétitions principales    | 1983    | 1984    | 1985    | 1986    | 1987    | 1988    |  |  |  |  |  |  |  |  |
| Jeux olympiques d'hiver     |         |         |         |         |         | 3e      |  |  |  |  |  |  |  |  |
| Championnats du monde       |         |         | 5e      | 1re     | 2e      | 3e      |  |  |  |  |  |  |  |  |
| Championnats des États-Unis | 13e     | 6e      | 2e      | 1re     | 2e      | 1re     |  |  |  |  |  |  |  |  |
|                             |         |         |         |         |         |         |  |  |  |  |  |  |  |  |
| Autres Compétitions         | 1982/83 | 1983/84 | 1984/85 | 1985/86 | 1986/87 | 1987/88 |  |  |  |  |  |  |  |  |
| Skate America               |         |         |         | 1re     |         |         |  |  |  |  |  |  |  |  |
| Skate Canada                |         |         |         |         |         | 1re     |  |  |  |  |  |  |  |  |
| Trophée NHK                 |         |         | 2e      |         |         |         |  |  |  |  |  |  |  |  |
|                             |         |         |         |         |         |         |  |  |  |  |  |  |  |  |